# كيوشي آبي
كيوشي آبي (باليابانية: 阿部巨史) هو مصارع هاوي ياباني، ولد في 26 أبريل 1947.

## وصلات خارجية
- كيوشي آبي على موقع قاعدة بيانات المصارعة الدولية (الإنجليزية)
- كيوشي آبي على موقع أوليمبيديا (الإنجليزية)